# Силенка
Силенка — река в Московской области России, правый приток Гуслицы.
Протекает, как и соседняя Шувойка, по дремучим мещёрским борам с востока на запад в южной части Орехово-Зуевского городского округа, и отличается нетронутостью окружающей дикой природы. Длина — 13 км. Берёт начало юго-восточнее деревни Абрамовка, впадает в Гуслицу у деревни Цаплино — единственного населённого пункта на реке. Питание в основном происходит за счёт талых снеговых вод. Замерзает обычно в середине ноября, вскрывается в середине апреля:7—8.